# Homoeomma strabo
Homoeomma strabo là một loài nhện trong họ Theraphosidae.
Loài này thuộc chi Homoeomma. Homoeomma strabo được Eugène Simon miêu tả năm 1892.